# Грејбил (Индијана)
Грејбил (енгл. Grabill) град је у америчкој савезној држави Индијана.

## Демографија
По попису из 2010. године број становника је 1.053, што је 60 (-5,4%) становника мање него 2000. године.
| Група             | 2000.         | 2010.         |
| Белци             | 1.088 (97,8%) | 1.008 (95,7%) |
| Афроамериканци    | 0 (0,0%)      | 6 (0,6%)      |
| Азијати           | 3 (0,3%)      | 5 (0,5%)      |
| Хиспаноамериканци | 11 (1,0%)     | 17 (1,6%)     |
| Укупно            | 1.113         | 1.053         |